# Croatas da Bósnia e Herzegovina

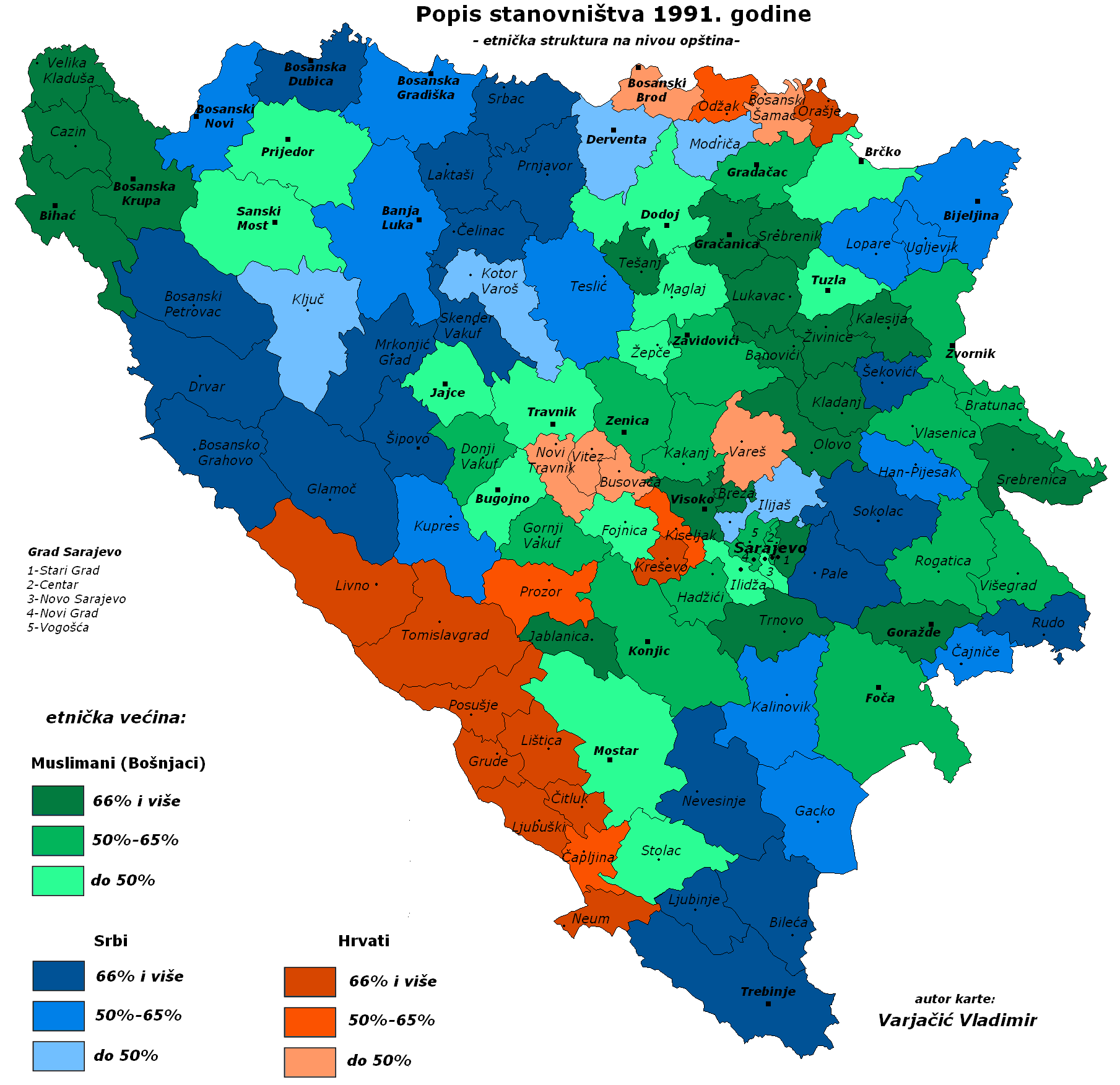
A concentração de população croata no território da Bósnia e Herzegovina (1991) é representada pelas cores:
rosa: menos de 50%
laranja: 50% a 65%
castanho: mais de 66%

Os croatas da Bósnia e Herzegovina formam um dos três principais grupos étnicos que habitam a Bósnia e Herzegovina. Bosníacos, sérvios e croatas constituem mais de 95% da população do país.
Não há dados precisos sobre a população da Bósnia e Herzegovina desde a guerra (1992-1995). Em razão dos efeitos da guerra e da limpeza étnica promovida na década de 1990 provocou deslocamentos da maioria da população croata, seja para outros lugares no interior da Federação da Bósnia e Herzegovina, seja para a Croácia. Estima-se que existam cerca de 600.000 croatas na Bósnia e Herzegovina. Segundo dados de 2000 do CIA World Factbook, a etnia croata representa 14,3% da população da Bósnia e Herzegovina.